# Dibrova, Iampil
Dibrova (în ucraineană Діброва) este un sat în așezarea urbană Iampil din regiunea Sumî, Ucraina.

## Demografie
Componența lingvistică a localității Dibrova
     Ucraineană (87,5%)
     Rusă (12,5%)
Conform recensământului din 2001, majoritatea populației localității Dibrova era vorbitoare de ucraineană (87,5%), existând în minoritate și vorbitori de rusă (12,5%).